# 郎建平
郎建平，苏州大学材料与化学化工学部教授，主要从事配位化学、纳米材料和金属有机化学等方面的研究。

## 生平
郎建平毕业于苏州大学化学系，在名古屋大学和哈佛大学进行过博士后研究。1997年起，在苏州大学从事教学与研究工作。

## 社会兼职
曾担任中国化学会晶体化学专业委员会副主任委员，担任中国化学会无机化学学科委员会、晶体化学专业委员会、分子筛专业委员会委员。

## 荣誉
- 2005年获得中国国家自然科学基金杰出青年科学基金项目
- 2011年获“长江学者奖励计划”特聘教授
- 2007年入选新世纪百千万人才工程国家级人选